# Джоко Зайков
Джоко Зайков (мак. Ѓоко Зајков, нар. 10 лютого 1995, Скоп'є, Північна Македонія) — північномакедонський футболіст, центральний захисник «Університати» та національної збірної Північної Македонії.

## Ігрова кар'єра

### Клубна
Джоко Зайков є вихованцем північномакедонського клубу «Работнічкі», де він починав грати на молодіжному рівні. У 2012 році Джоко почали залучати до поєдинків у складі основної команди. З командою Зайков виграв чемпіонат країни та національний кубок.
І у 2014 році футболіст перейшов до французького клубу «Ренн». Але там він зіграв лише 15 матчів і вже наступного року відправився в оренду в Бельгію в клуб «Шарлеруа».. На початку 2016 року бельгійський клуб повністю викупив контракт захисника, втім основним гравцем бельгійського клубу македонець стати так і не зумів.
У серпні 2021 року, після завершення контракту з «Шарлеруа», у статусі вільного агента уклав угоду з болгарським «Левські», а вже на початку наступного року перейшов до полтавської «Ворскли».

### Збірна
З 2012 року Зайков грав у складі юнацької та молодіжної збірної Північної Македонії. У червні 2016 року у товариському матчі проти команди Ірану Джоко Зайков дебютував у складі національної збірної Північної Македонії. Перший гол за збірну Зайков забив у жовтні 2020 у матчі Ліги націй УЄФА у ворота збірної Естонії.
У травні 2021 року Зайков був включений до заявки збірної на дебютний для неї чемпіонат Європи 2020 року, втім на поле на турнірі так жодного разу і не вийшов.

## Досягнення
Работнічкі
- Чемпіон Північної Македонії: 2013/14
- Переможець Кубка Північної Македонії: 2013/14